# Pistola ottica

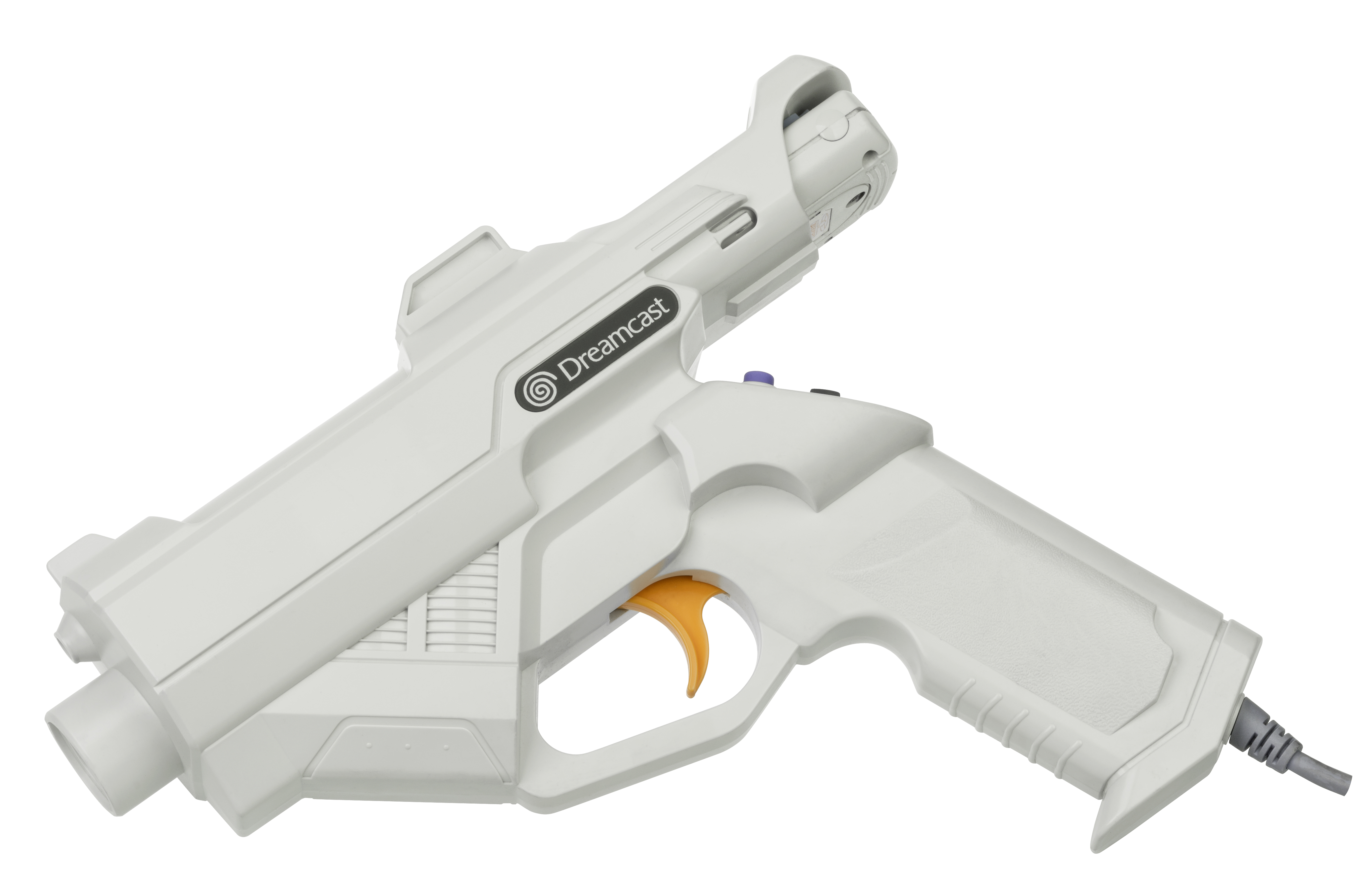
LightGun della console Dreamcast

Una pistola ottica o light gun è una periferica di puntamento a forma di arma da fuoco, utilizzata nei videogiochi e, in passato, in giochi arcade elettromeccanici. Il suo utilizzo, insieme a quello delle penne ottiche, è diminuito negli ultimi anni per l'impossibilità di utilizzarle con i monitor LCD.

## Storia
Le prime pistole ottiche vennero create negli anni trenta, a seguito della creazione delle valvole dotate di sensibilità alle fonti di luce. Venivano usate in giochi meccanici come il Seeburg Ray-O-Lite: erano presenti dei bersagli dotati di una valvola, e una arma finta (di solito un fucile) che emetteva un raggio di luce quando veniva premuto il grilletto. Se la valvola rilevava la luce, veniva segnato un punto.

## Utilizzo nei videogiochi

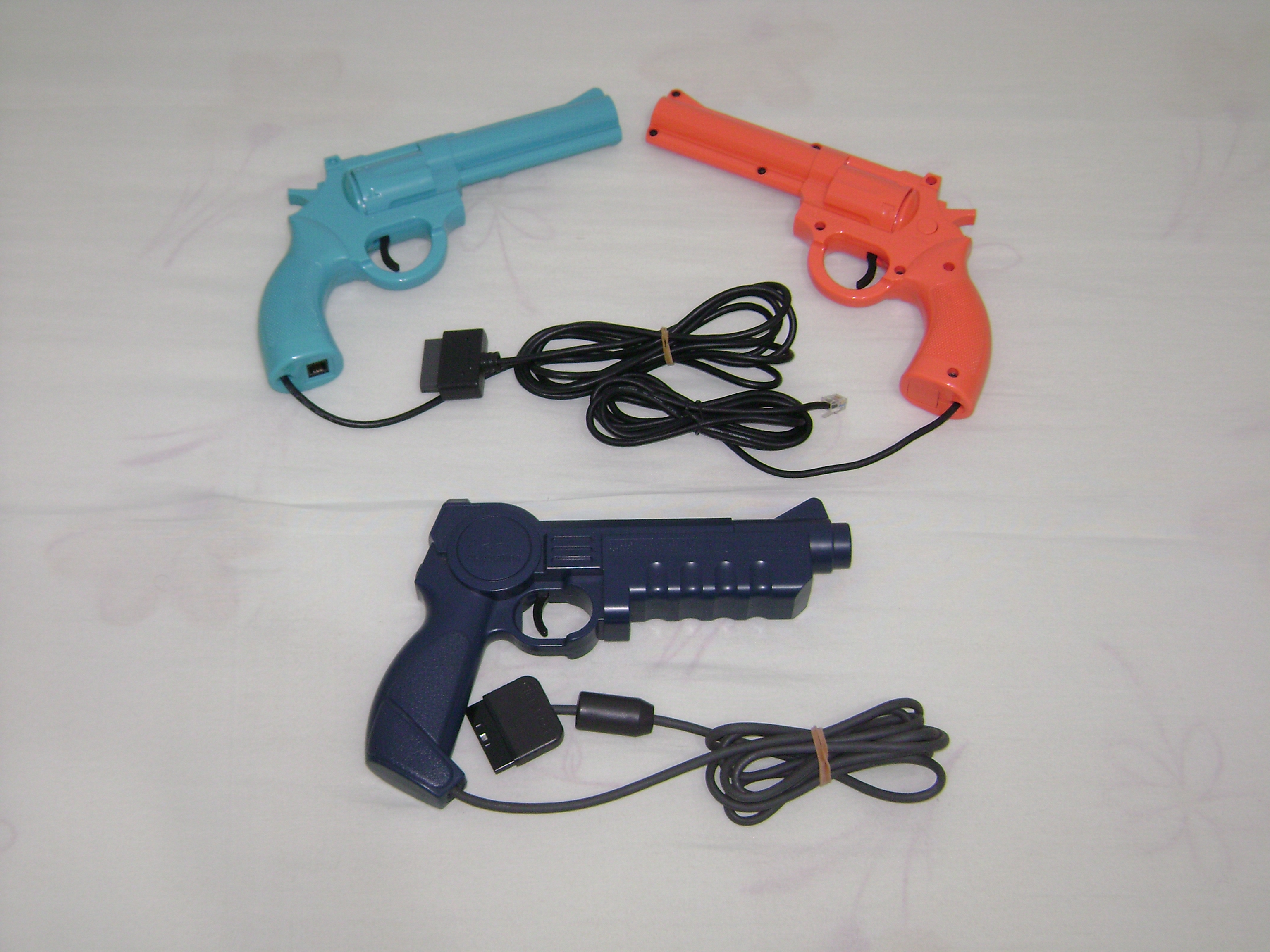
Tre versioni del Konami Justifier: sopra le versioni per Super Nintendo, sotto per PlayStation.

L'utilizzo della light gun nei videogiochi è tipicamente correlata alla simulazione delle armi da fuoco, con il quale puntare sullo schermo bersagli in movimento. Il genere di videogiochi corrispondente è appunto lo sparatutto con pistola ottica. Se unito al force feedback, la periferica può anche simulare il rinculo dell'arma.
Piuttosto utilizzata nei videogiochi arcade, le light gun hanno conosciuto una certa popolarità anche nel mercato delle console in particolar modo tra la metà degli anni ottanta e la metà dei novanta, quando Nintendo e SEGA hanno commercializzato periferiche per Nintendo Entertainment System e Sega Master System prima, e Sega Mega Drive, e Super Nintendo Entertainment System dopo, sebbene già alcune console della fine degli anni settanta includessero già idee simili.

## Funzionamento
Nonostante il nome, le light gun non emettono un raggio di luce come le antenate: in realtà sono dotate di un fotodiodo all'interno della canna, che rileva le differenze di luce sullo schermo. Esistono due diverse tecniche, concettualmente similari: quando il grilletto viene premuto, la schermata diventa completamente nera per una frazione di secondo, tranne nella zona del bersaglio, che rimane bianca. In questo modo il diodo può rilevare la differenza di luminosità, mandando il segnale alla CPU che rileverà se il bersaglio è stato "colpito" oppure no. Un secondo metodo, più accurato, deriva dal funzionamento dei monitor a tubo catodico, e prevede un controllo di variazione di luminosità a livello dei fosfori.
Questi metodi funzionano sui soli monitor CRT: per il funzionamento su monitor LCD sono state create light gun che prevedono l'utilizzo di sensori a infrarossi posti nelle immediate vicinanze del pannello, che permettono di rilevare la posizione dell'arma nello spazio rispetto allo schermo.

## Modelli famosi

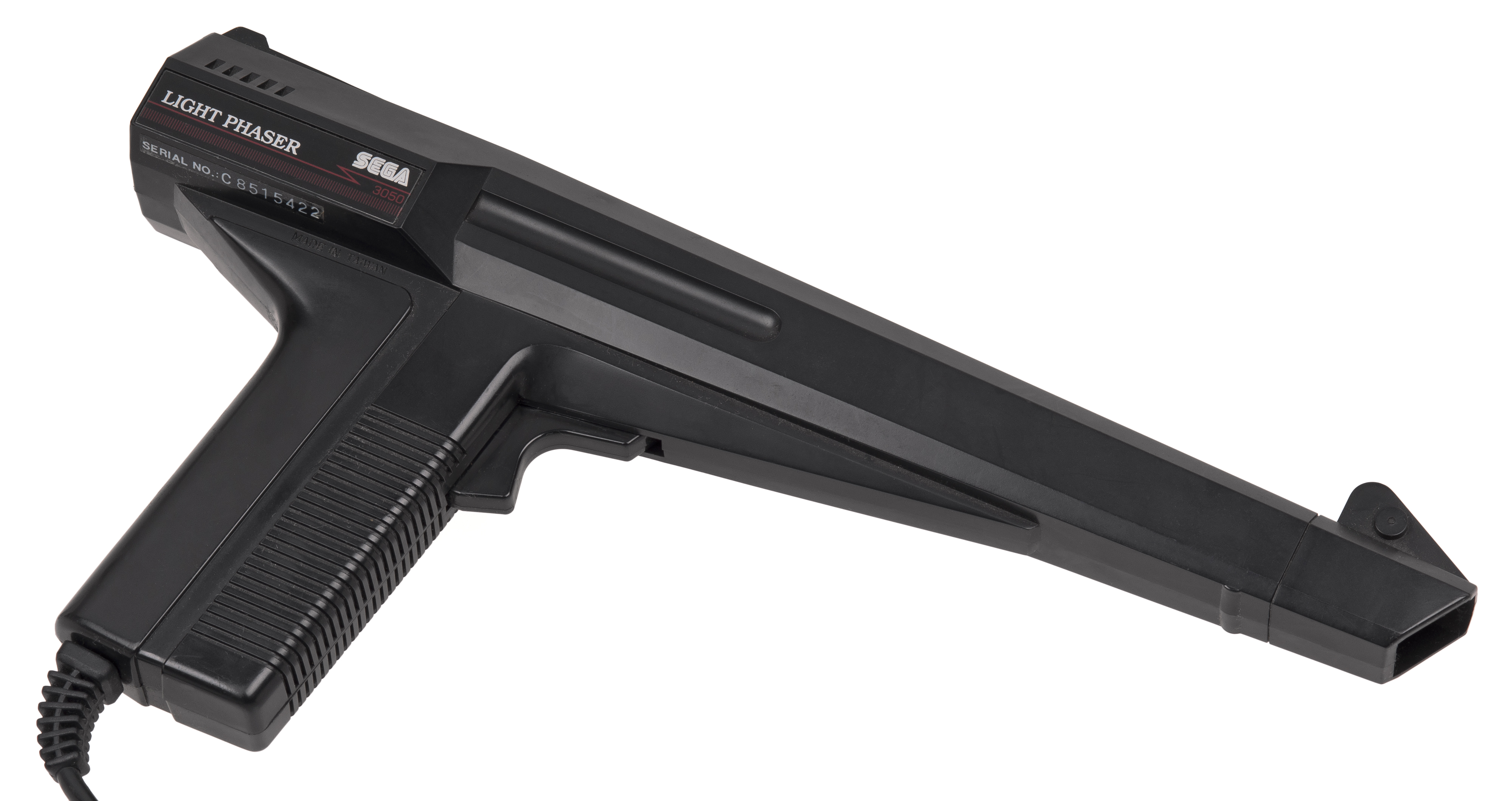
Un Light Phaser per Sega Master System.

Le pistole ottiche sono state ampiamente utilizzate soprattutto nella storia delle console. Tra i modelli più famosi vi sono:
- Shooting Gallery per Magnavox Odyssey (1972), un grosso fucile a pompa piuttosto realistico, il primo esempio di pistola ottica domestica;
- NES Zapper per Nintendo Entertainment System, una delle light gun più conosciute;
- XG-1 per Atari XE-GS;
- Action Max, console che utilizza cassette VHS;
- Light Phaser per Sega Master System;
- Super Scope per Super Nintendo, a forma di bazooka;
- Menacer per Sega Mega Drive;
- Sega Lock-On, un sistema laser tag;
- GunCon e GunCon 2 della Namco, per PlayStation e PlayStation 2;
- Dreamcast Gun per Dreamcast;
- XT-7 di Captain Power, uno show televisivo interattivo;
- Magnum Light Phaser per ZX Spectrum e Commodore 64;
- Wii Zapper per Wii: quest'ultima in realtà non utilizza la tradizionale tecnologia light gun, dato che alloggia al suo interno un Wii Remote.